# 細眼雙鬚深海鼬魚
細眼雙鬚深海鼬魚（学名：Dinematichthys minyoma），又名細眼雙線鼬鳚、深海鼬魚，为深海鼬魚科雙線鼬鳚屬下的一个种。